# PhosAgro
JSC PhosAgro er en russisk producent af kunstgødning og fosfater. De har hovedkvarter i Moskva og virksomheder inkluderer datterselskabet Apatit, der udvinder apatit. Det er Europas største producent af fosfatbaseret kunstgødning.
Virksomheden var oprindeligt ejet af Mikhail Khodorkovsky gennem hans virksomhed Menatep. 
Den største aktionær i PhosAgro er Vladimir Litvinenko, der ejer 19,35 %.